# Бек, Ульрих
Ульрих Бек (нем. Ulrich Beck; 15 мая 1944, Штольп — 1 января 2015, Мюнхен) — немецкий социолог и политический философ, профессор Мюнхенского университета и Лондонской школы экономики, автор концепций «рефлексивной модернизации» и «общества риска». Особую известность ему принесли работы по периодизации эпохи модерна и комплексному исследованию современной глобализации. Являлся основателем и главным редактором журнала Soziale Welt.

## Биография
Начиная с 1966 года изучал социологию, философию, психологию и политологию в Мюнхенском университете.
В 1972 году получил учёную степень доктора философии и работал в Мюнхенском университете.
В 1979 году стал доцентом.
В 1979 — 1981 годах преподавал в Вестфальском университете имени Вильгельма.
В 1981 — 1992 годах преподавал в Университете Отто Фридриха Бамберга.
С 1992 года является профессором социологии и директором Института социологии при Мюнхенском университете. Также профессор социологии Лондонской школы экономики.
В 1995 — 1997 годах Бек был членом Комиссии по вопросу о будущем свободных государств Бавария и Саксония (нем. Kommission für Zukunftsfragen der Freistaaten Bayern und Sachsen).
Начиная с 1999 года является руководителем программы «Возвращающаяся современность» Немецкого научно-исследовательского общества.
Был женат на социологе Элизабет Бек-Герншейм.

## Научные интересы
Бек изучал модернизацию, экологические вопросы, индивидуализацию, глобализацию. Также он изучал изменения в условиях труда в мире глобальных капиталистических отношений, снижение влияния профессиональных союзов и изменчивость трудовых процессов — новая теория возникшая под влиянием космополитизма.
Беком введены в социологический научный оборот новые понятия: «общество риска» (термин введён после Чернобыльской катастрофы; параллельно его использовал Энтони Гидденс), «вторая модернизация», «рефлексивная модернизация», «бразилинация», «субполитика».

## Группа Спинелли
15 сентября 2010 года Бек поддержал новое начинание группы Спинелли в Европейском парламенте, которая была создана для того чтобы вдохнуть жизнь в движение европейских федералистов. Другие сторонники: Жак Делор, Даниэль Кон-Бендит, Ги Верхофстадт, Эндрю Дафф, Элмар Брок.

## Научные труды
- Risikogesellschaft — Auf dem Weg in eine andere Moderne (1986) (Risk Society)
- Beck Ulrich (1988) Gegengifte : die organisierte Unverantwortlichkeit. Frankfurt am Main: Suhrkamp.
- Beck Ulrich (1992) Risk Society: Towards a New Modernity. London: Sage
- Beck Ulrich, Elisabeth Beck-Gernsheim Riskante Freiheiten — Gesellschaftliche Individualisierungsprozesse in der Moderne (1994)
- Beck, Ulrich & Giddens, Anthony & Lash Scott (1994) Reflexive Modernization.Politics, Tradition and Aesthetics in the Modern Social Order. Cambridge: Polity Press.
- Eigenes Leben — Ausflüge in die unbekannte Gesellschaft, in der wir leben(1995, together with W. Vossenkuhl and U. E. Ziegler, photographs by T. Rautert)
- Beck-Gernsheim, Elisabeth & Beck, Ulrich (1995) The Normal Chaos of Love. Cambridge: Polity Press.
- Beck Ulrich (1995) Ecological Politics in an Age of Risk. Cambridge: Polity Press.
- Beck Ulrich (1996) The Reinvention of Politics.Rethinking Modernity in the Global Social Order. Cambridge: Polity Press.
- Beck Ulrich Was ist Globalisierung? (1997)
- Beck Ulrich (1998) Democracy without Enemies. Cambridge: Polity Press[англ.].
- Beck Ulrich (1998) World Risk Society. Cambridge: Polity Press[англ.].
- Beck Ulrich (1999) What Is Globalization?. Cambridge: Polity Press[англ.].
- Beck Ulrich (2000) The Brave New World of Work. Cambridge: Cambridge University Press.
- Adam, Barbara & Beck, Ulrich & Van Loon, Joost (2000) The Risk Society and Beyond: Critical Issues for Social Theory. London: Sage.
- Beck, Ulrich & Beck-Gernsheim, Elisabeth (2002) Individualization: Institutionalized Individualism and its Social and Political Consequences. London: Sage.
- Beck, Ulrich & Willms, Johannes (2003) Conversations with Ulrich Beck. Cambridge: Polity Press.
- Beck Ulrich (2005) Power in the Global Age. Cambridge: Polity Press[англ.].
- Beck Ulrich (2006) Cosmopolitan Vision. Cambridge: Polity Press[англ.].
- Beck, U., & Edgar, G. (2007). Cosmopolitan Europe. Cambridge: Polity Press[англ.].
- Beck Ulrich. (2009). World at Risk. Cambridge: Polity Press[англ.].
- Beck, Ulrich & Grande, Edgar (2010) «Varieties of second modernity: extra-European and European experiences and perspectives» British Journal of Sociology, Vol 61, Issue 3, Pages 406—638.

## Издания на русском языке
- Общество риска. На пути к другому модерну. / Пер. с нем. В. Седельника и Н. Фёдоровой; Посл. А. Филиппова. — М.: Прогресс-Традиция, 2000. — 384 с.
- Что такое глобализация? / Пер. с нем. А. Григорьева и В. Седельника; Общая ред. и предисл. А. Филиппова. — М.: Прогресс-Традиция, 2001. — 304 с.
- Власть и её оппоненты в эпоху глобализма. Новая всемирно-политическая экономия / Пер. с нем. А. Григорьева и В. Седельника. — М.: Прогресс-Традиция, Территория будущего, 2007. — 464 с.
- Космополитическое мировоззрение. — М.: Центр исследований постиндустриального общества, 2008. — 336 с.